# 麥詠楠
麥詠楠（英語：Buber Mak；1992年10月26日—），香港女演員，中泰混血兒，曾演出舞臺劇、電影及電視劇，於2020年參加ViuTV全民造星III，40強止步。

## 簡歷
自幼於長洲長大，2012年入讀表演課程畢業後開始任自由工作者，同時搬到旺角自己租屋住，參演過幾套舞臺劇及廣告，至2015年有機會參演電影《哪一天我們會飛》一角後開始幕前演出工作。2018年參演ViuTV電視劇《假若愛有期限》亦有不少戲份。2019年2月，Cosplay電影《銃夢：戰鬥天使》女主角Alita而名。

## 演出

### 電視劇（ViuTV）
- 2018年：《假若愛有期限》飾演 梓
- 2019年：《婚內情》 飾演 書迷（第31集）
- 2019年：《仇老爺爺》 飾演 大學生（第7集）
- 2019年：《理想國—1.2米的距離》 飾演 Chloe
- 2019年：《理想國—堅尼地判官》 飾演 張雨婷
- 2019年：《娛樂風雲》 飾演 Jessica（第89集）
- 2019年：《黑市—公屋》 飾演 家姐
- 2022年：《IT狗》 飾演 女畫家（第9集）
- 2023年：《和解在後》 飾演 通靈師（第11集）
- 2024年：《瑪嘉烈與大衛系列 絲絲》 飾演 莎莎
- 2024年：《出租大叔》飾演 的士乘客（第5集）

### 單元劇（港台電視）
- 2019年：《義想天開》— 最好的尚未來臨
- 2022年：《陪我講Shall We Talk 第二季》— OCD隨想曲

### 電視劇（香港有線電視）
- 2014年：《大凶捕》飾演 鄧慧珊 （第6集）

### 電影
- 2014年：《澀青 298-03》
- 2014年：《男人唔可以窮》 飾演 以娜同事
- 2015年：《哪一天我們會飛》 飾演 美蘭（後生版）
- 2018年：《中英街1號》 飾演 素青
- 2018年：《對倒》 飾演 Sally
- 2019年：《女人就是女人》 飾演 李麗淇
- 2021年：《濁水漂流》 飾演 建築系學生
- 2022年：《猛鬼3寶》
- 2022年：《飯戲攻心》
- 2022年：《失衡凶間》- 唐樓
- 2024年：《飯戲攻心2》
- 未上映：《洗碗天團》

### 網絡電影
- 2017年：《靈犀效應》  飾演 蘇咪咪
- 2022年：《前夫的愛》  飾演 Mirror 支持者

### 電視節目（ViuTV）
- 2019年：《地球友善餐廳 - 台灣走一轉》主持
- 2020年：《全民造星III》參賽者
- 2021年：《囝囝女女730》造星囝女
- 2022年：《導演·門》外景主持
- 2024年：《導演·門2》冷知識主持

### 電視節目（香港電視網絡）
- 未播：《HKTV Working Holiday》

### 廣告
- 2015年：道路安全議會《司機行人要專注 使用道路勿分心》
- 2015年：ZINO 激白淡斑精華
- 2015年：Fred & Chloe曲奇系列
- 2016年: Panasonic 4K iDTV
- 2016年：保安局禁毒處《企硬—積極抗毒篇》

### MV
- 2017年：張智霖《愈愛愈美麗》
- 2020年：胡鴻鈞《心跳移植》
- 2021年：藍杰《早班車》
- 2021年：梁詠琪《初戀》《秋色》
- 2021年：姜濤 featuring 江海迦 《I know》
- 2023年：張惠雅Regen C.《蓮》
- 2024年：方皓玟X吳保錡《人間垃圾》

### 舞臺劇
- 2011年：《紅白二事》
- 2012年：《我．她與他》
- 2013年：《威尼斯商人》
- 2014年：《老舉寨》
- 2015年：《詩與暴》
- 2016年：《論盡一家人》
- 2017年：《秋鯨擱淺》
- 2018年：《小塵大事》
- 2018年：《兔子先生的時光旅行》
- 2021年：《HELLLO》

## 網頁
- 麥詠楠的Facebook專頁
- 麥詠楠的Instagram帳戶
- 麥詠楠的新浪微博